# Ondarenet
Ondarenet, acrònim d'Ondare Digitalaren Artxibategi Elektronikoa, és un projecte de preservació i difusió del patrimoni digital basc, impulsat pel Departament de Cultura del Govern Basc des de l'any 2007, dels coneguts com a Arxius Web. Es tracta d'un projecte amb visió estratègica, implementat sobre eines de codi obert, seguint les recomanacions del International Internet Preservation Consortium (IIPC)

## Orígens
El Departament de Cultura del Govern Basc defineix el Patrimoni Digital Basc com "el conjunt de recursos digitals que són fruit del saber o de l'expressió de la societat basca en les seves múltiples facetes i que pel seu valor han de ser conservades per a la posteritat". Per donar resposta a aquesta preocupació per conservar i preservar el patrimoni digital basc, el Departament de Cultura del Govern Basc junt amb la Societat Informàtica del Govern Basc (EJIE) van apostar per crear un repositori institucional destinat a albergar els recursos digitals que el conformaren. Aquest és el punt de partida d'Ondarenet.

## Missió
La missió d'Ondarenet passa per seleccionar, recollir, preservar i difondre el patrimoni digital del poble basc per a les generacions actuals i les futures. Aquest projecte és equiparable a altres iniciatives d'institucions culturals mundials per tal de recollir, conservar i difondre recursos culturals generats digitalment o digitalitzats. A Austràlia és la National Library amb el projecte Pandora que des de 1996 recull i proporciona accés a les publicacions en línia i llocs webs d'autoria australiana i de la seva societat i cultura. A Catalunya, amb un projecte híbrid entre el procediment de captura integral i el selectiu, la Biblioteca de Catalunya lidera el projecte per a la conservació del Patrimoni Digital de Catalunya PADICAT.
L'origen d'aquestes iniciatives neix de la Carta sobre la Preservació del Patrimoni Digital redactada per la UNESCO l'any 2003.

## Funcionament

### Model de captura
Amb la finalitat d'aconseguir els objectius marcats, inicialment Ondarenet utilitzava un model híbrid de captura dels recursos digitals que combinava processos de recol·lecció exhaustius, consistents en la realització d'instantànies de la Web basca a Internet de forma periòdica, i de recol·lecció selectiva i temàtica basada en la captura d'URL prèviament seleccionades que eren d'interès, tant pels seus continguts com per les característiques dels seus productors.
La captura exhaustiva es feia sobre pàgines web completes que en el seu conjunt componien una imatge representativa de la Web basca, bé per estar ubicades al País Basc, per pertànyer a entitats relacionades amb Euskadi o bé per estar en euskera.
La captura selectiva es corresponia amb URL d'interès per la seva temàtica i abast que requerien un manteniment manual.
El 2013 ja s'optava per una captura selectiva de recursos de la web basca: tria de sèries d'interès relacionades amb aspectes representatius del país.

### Eines
Per a la captura, preservació i organització de la informació es fan servir eines que compleixen els estàndards internacionals, avalades per l'International Internet Preservation Consortium (IIPC).
- Heritrix:[8] robot de captura de llocs i elements web.
- Web Curator:[9] interfície del gestor de la col·lecció.
- NutchWax:[10] motor de recerca de codi obert que permet la cerca i indexació.
- Wayback: interfície de consulta de l'usuari final.

### Preservació digital
Per tal de garantir la conservació i la visualització futura de les captures, la preservació digital del sistema està orientada a mantenir la fiabilitat i perdurabilitat física dels arxius digitals i metadades mitjançant una còpia de seguretat mensual i garantint la perdurabilitat dels suports magnètics. També es mantindrà la infraestructura de hardware i software necessari per a l'emmagatzematge i accés a la col·lecció.

### Base de dades
La base de dades d'Ondarenet està formada pels llocs webs capturats, arxivats i indexats segons la classificació establerta pel Servicio de Bibliotecas del Gobierno Vasco. Encara que es tracta d'un projecte col·laboratiu entre les diferents institucions que conformen l'univers digital basc amb la intenció de preservar els recursos a les generacions futures, el Govern Basc accepta estudiar noves propostes per a incloure nous llocs o blocs, sempre de temes relacionats amb l'àmbit lingüístic de l'euskera o la cultura basca.
La base de dades està classificada segons 12 temes, a més de l'apartat Punts d'interès:
1. Art
2. Cultura basca
3. Educació i investigació
4. Euskera
5. Política i govern
6. Societat
7. Ciència i tecnologia
8. Economia i negocis
9. Empresa
10. Lleure i cultura
11. Salut
12. Societat de la informació
13. Punts d'interès, amb les següents col·leccions temàtiques d'especial rellevància: Bersolarisme, Txacolí, Diàspora basca, Eleccions municipals i forals 2011, Eleccions al Parlament Basc 2009, Eleccions al Parlament Basc 2012 i Muntanyisme basc.

### Difusió
Una de les finalitats prioritàries d'Ondarenet és facilitar els seus usuaris l'accés i consulta d'aquest arxiu electrònic del patrimoni digital basc. Per això disposa d'una interface de consulta amigable i intuïtiva estructurada en tres tipus de recerques: simple, avançada i mitjançant índex.